# Parco naturale dell'Alpe Veglia e dell'Alpe Devero
Il parco naturale dell'Alpe Veglia e dell'Alpe Devero è un'area naturale protetta situata in Piemonte, nella parte più settentrionale della Val d'Ossola, provincia del Verbano-Cusio-Ossola. 
Fu istituito nel 1995 e comprende due ampie conche alpine, l'alpe Veglia situata alla testata della Val Cairasca, una valle laterale della Val Divedro e l'alpe Devero situata alla testata della Valle di Devero, una laterale della Valle Antigorio che si diparte poco dopo Baceno.
A sud del territorio del parco è stata istituita nel 1990 l'area contigua dell'Alpe Devero con una superficie di 2197 ettari e che comprende la piana di Devero, la piana di Crampiolo e la valle di Bondolero. 

## Storia
Le conche sono interessanti sia da un punto di vista mineralogico che geologico. Testimoniano i processi geologici di lungo corso: l'origine glaciale delle conche è testimoniata dalla persistenza di alcuni residui di antichissimi ghiacciai, come il Ghiacciaio del Leone e il Ghiacciaio d'Aurona dall'alpe Veglia o il Ghiacciaio della Rossa dalla parte dell'alpe Devero. Dal punto di vista mineralogico sono presenti minerali interessanti come l'asbecasite, la cafarsite e la cervandonite.
Il Coordinamento Nazionale dei Parchi e delle Riserve Naturali, nelle persone del dottor I. De Negri, direttore dell'Ente parco, e di Bionda Radames, guardiaparco, nel 1993 testimoniava che «dal punto di vista geologico in quest'area ha trovato conferma, dopo la realizzazione del traforo del Sempione, la teoria interpretativa della struttura delle Alpi secondo un modello a falde sovrapposte che, a seguito di spinte compressive, sono emerse a formare l'edificio alpino. Queste falde, per il contrasto cromatico dei diversi tipi litologici, sono ben riconoscibili sulle pareti delle montagne che contornano l'area».

## Provvedimenti istitutivi

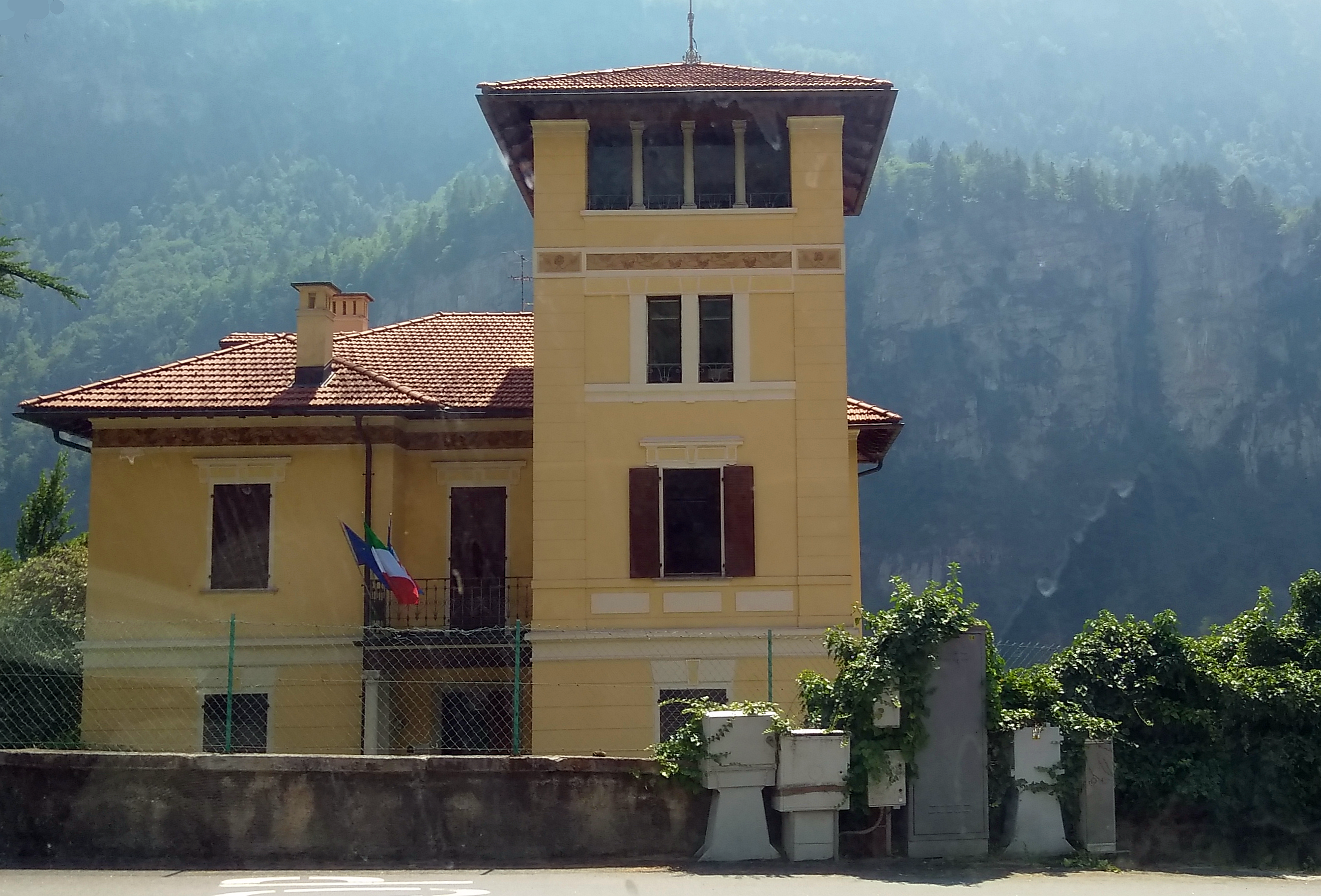
La sede del Parco a Varzo

È stato istituito con la L.R. n. 32 del 14 marzo 1995 accorpando il Parco naturale dell'Alpe Veglia e il Parco naturale dell'Alpe Dévero che erano già presenti nelle due Alpi.

### Parco naturale dell'Alpe Veglia
Il parco naturale dell'Alpe Veglia è stato il primo parco naturale regionale, istituito nel 1978 (L.R. 14/78) ed era localizzato sul versante italiano dell'Alpe Veglia, a 1750 m s.l.m.: prima che venisse accorpato il parco dell'Alpe Veglia si estendeva per 4120 ettari a comprendere i comuni di Varzo e Trasquera, nella provincia del Verbano-Cusio-Ossola e al confine con il Canton Vallese della Svizzera.

### Parco naturale dell'Alpe Dévero

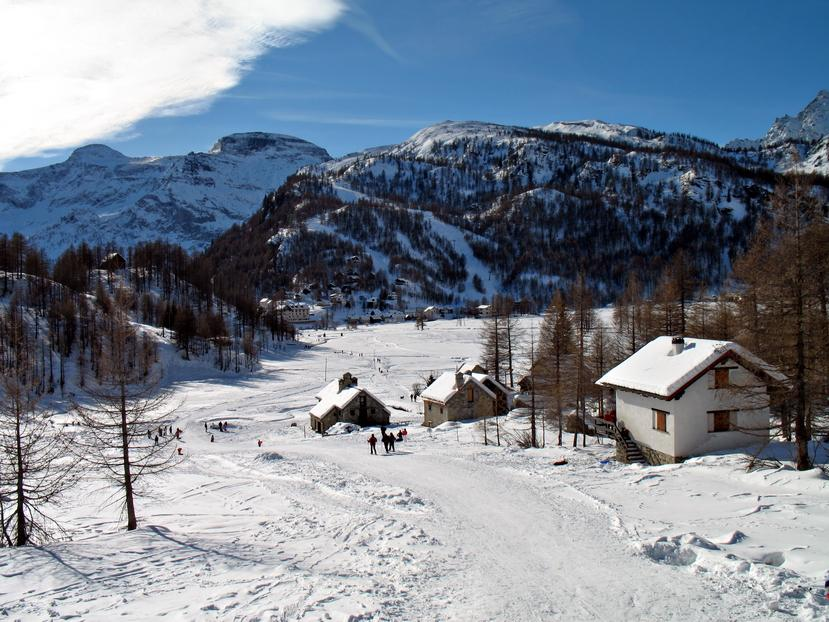
La piana di Devero in inverno tra le case

Il Parco naturale dell'Alpe Dévero era stato istituito nel 1990 (L.R. 49/90) per proteggere l'ambiente alpino sul versante italiano delle Alpi Lepontine.
L'alpe Devero si trova nel territorio del comune di Baceno, nella provincia del Verbano-Cusio-Ossola, nell'ambito della Comunità Montana Valli Antigorio Divedro Formazza.

### SIC e ZPS
L'Alpe Devero è stata istituita come zona di protezione speciale (ZPS) con codice IT1140005 in accordo con la Dir. 92/43/CEE “Habitat” e la Rete Natura 2000. La Regione ha proposto di estendere la ZPS anche ai "lariceti subalpini dell'Alpe Veglia e Devero", con codice IT1140008.
A settembre 1995 le Alpi Veglia e Devero sono state proposte anche come sito di interesse comunitario del Piemonte Alpi Veglia e Devero - Monte Giove, e classificate come tali ad agosto del 2000, istituito dalla regione con codice IT1140016 su una superficie di 5.616,66 ettari.

## Territorio

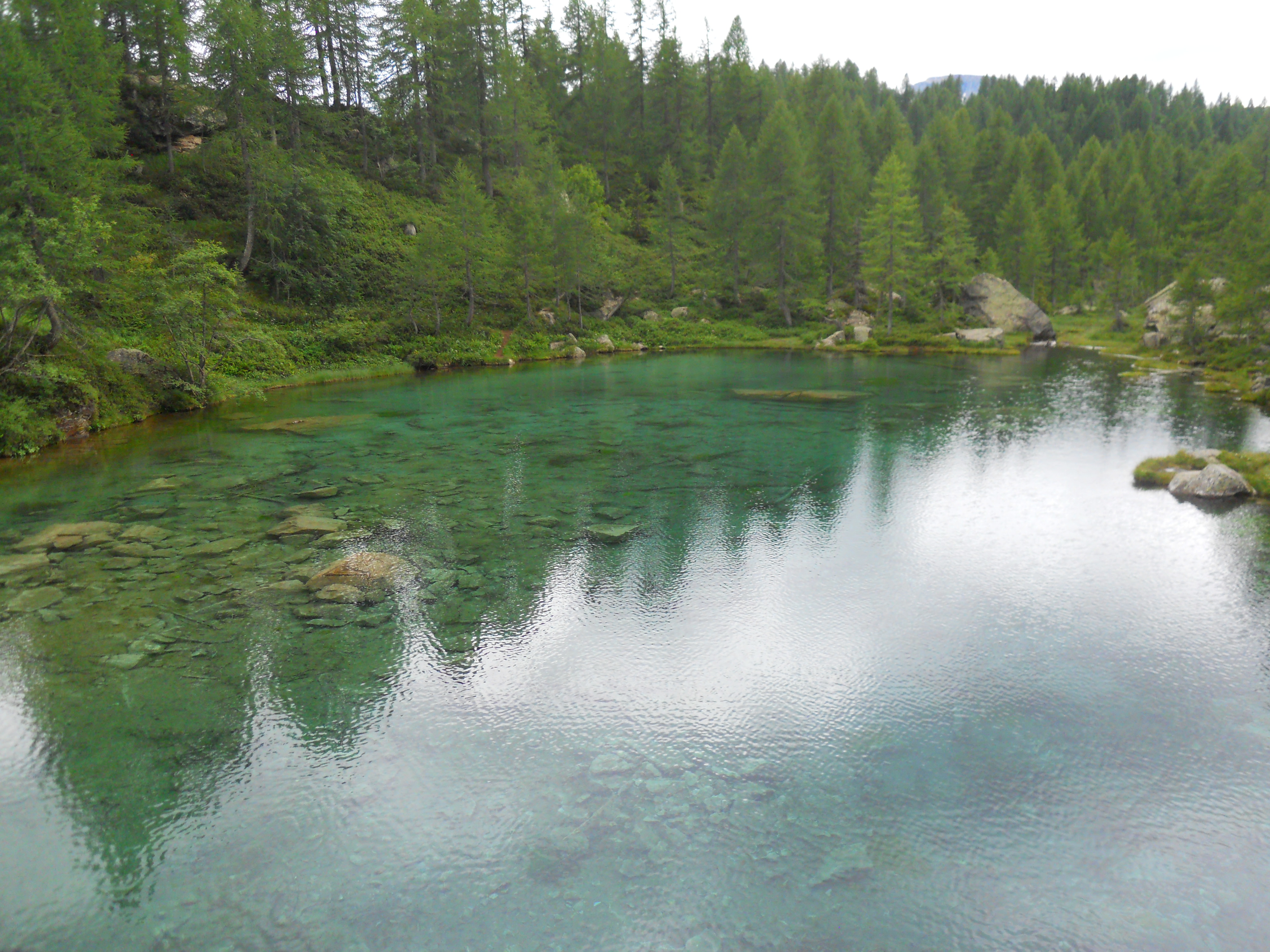
Il laghetto delle Streghe, tra Devero e Crampiolo

La zona comprende le due ampie valli glaciali con quote comprese tra 1600 a 3553 m s.l.m..
L'Alpe Veglia a nord è cinta dal monte Helsenhorn (3.272 m s.l.m.), dal Monte Mottiscia (3.156 m s.l.m.) dal Monte Rebbio (3.192 m s.l.m.), dalla Punta d'Aurona (2.984 m s.l.m.), la Punta di Terrarossa (3.246 m s.l.m.) e dal Monte Leone (3.553 m s.l.m.).
Ogni monte scende verso la conca con il suo omonimo ghiacciaio.
Si trova una sorgente di acqua ferruginosa e il Lago delle Streghe.
L'Alpe Devero è anch'essa una conca di origine glaciale ed è cinta a nord dalla Punta d'Arbola (3.235 m s.l.m.), dall'Albrunhorn (2.840 m s.l.m., noto anche come Monte Figascian), dalla Punta di Valdeserta (2.939 m s.l.m.), dalla Punta della Rossa (2.888 m s.l.m.), dalla Punta Marani (3.108 m s.l.m.), dal Pizzo Cervandone (3.155 m s.l.m.) e dal Pizzo Cornera (3.083 m s.l.m.). Al centro della velle Devero si trova il Lago di Devero, un lago artificiale costruito tra il 1908 e il 1924.

## Comuni
- Baceno,
- Crodo,
- Trasquera,
- Varzo.

## Ambiente

### Flora

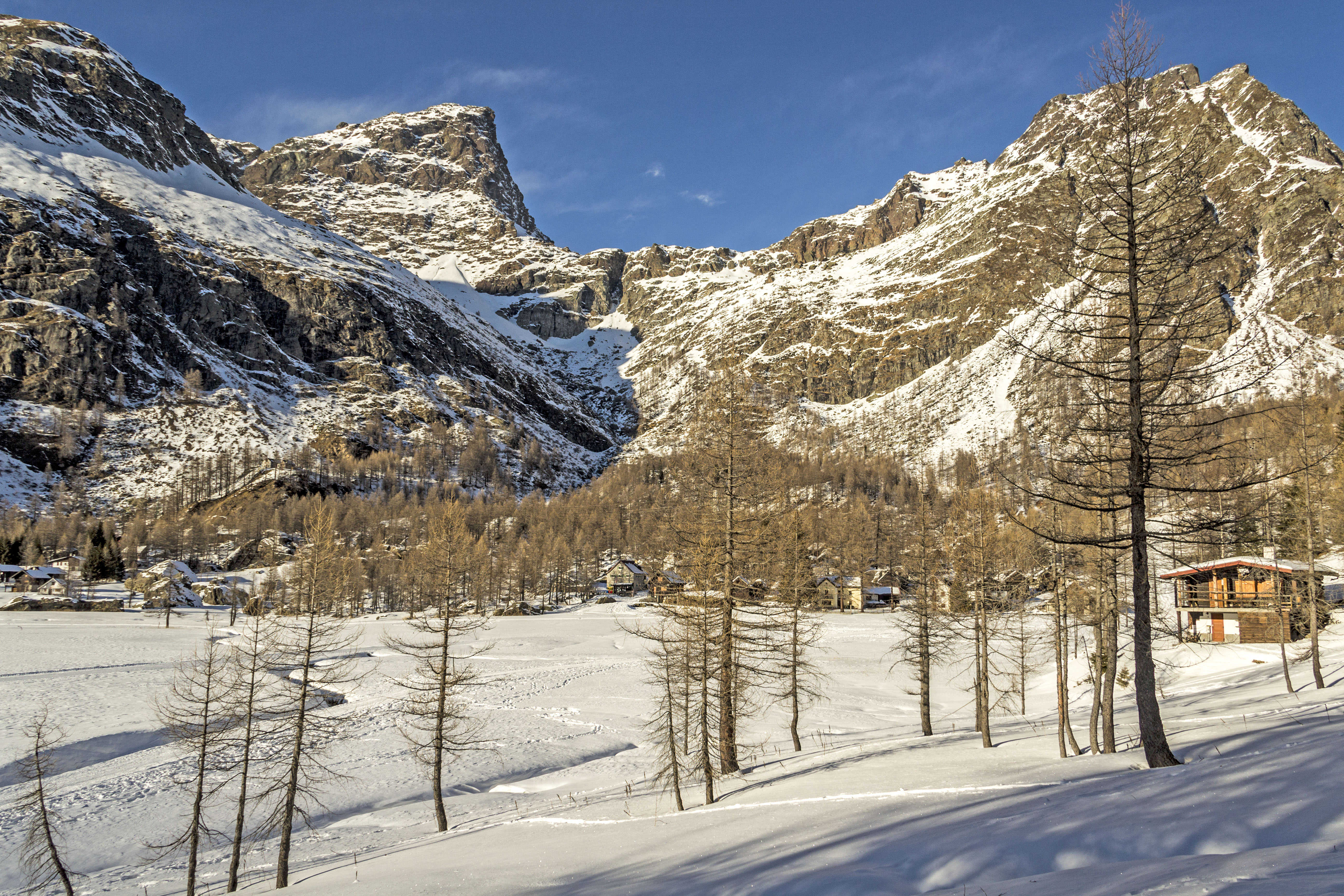
Alpe Devero

La flora del parco è molto omogenea, ma l'albero per eccellenza è il larice. In tutto il parco è possibile vedere moltissimi boschi di larice e in alcuni casi dei boschi di ontano nano. Ai piedi dei larici il terreno è coperto da erbetta rasa che non cresce più di 20 cm. Sotto gli ontani invece cresce normalmente la felce. Molto presente nel parco sopra i 2000 m d'altitudine è il rododendro e il mirtillo selvatico che costruiscono un ambiente molto fiabesco e ricco di insetti come api, vespe bombi e mosche. In alcune parti del parco è possibile vedere qualche abete ma sono molto rari.

### Fauna
La fauna del parco comprende specie comuni tra le Alpi quali lo stambecco, il cervo nobile, il capriolo, il camoscio, la volpe, il lupo, lo scoiattolo rosso, lo scoiattolo grigio (specie alloctona americana invasiva), l'aquila reale, il tasso e molte altre. nel parco sono presenti diversi laghi e fiumi è possibile trovare diverse specie di pesci tra cui la trota e il temolo.
Nell'area del parco risiedono alcune delle popolazioni italiane dell'erebia dei ghiacciai (Erebia christi), una tra le farfalle più rare d'Europa.

## Accessi
Le due valli hanno sostanzialmente due accessi diversi:
- l'Alpe Veglia si raggiunge dal comune di Varzo, in particolare dalla frazione San Domenico attraverso la Val Cairasca
- l'Alpe Dévero è accessibile salendo da Baceno attraverso la Valle di Devero

## Attività
In inverno sono disponibili impianti di risalita sul Monte Cazzola ma anche piste di sci di fondo e svariate passeggiate (da scegliere in base al proprio livello di esperienza) praticabili con sci d'alpinismo e racchette da neve.
In estate sono possibili una moltitudine di passeggiate oltre alla possibilità di fare varie scalate.

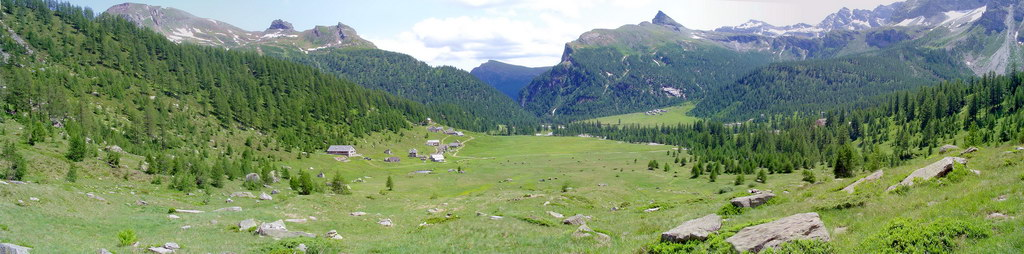
Panoramica dell'Alpe Veglia